# Björn Werner
Björn Erik Werner, född 24 oktober 1985 i Göteborg, är en svensk journalist. Mellan 2017 och 2022 var han kulturchef för Göteborgs-Posten.

## Biografi
Björn Werner är uppvuxen i Borås. Han har studerat statsvetenskap vid Göteborgs universitet med mastersexamen 2010 samt komparativa kulturstudier vid Humboldt-Universität zu Berlin och har vidare varit forskningsassistent på Institutet för framtidsstudier i projektet "De policyprofessionella i välfärdsstaten".
Han har arbetat på tidskrifterna Nöjesguiden i Göteborg och Café samt varit frilansjournalist. Han har också arbetat som tillförordnad chefredaktör på Magasinet Arena.
Han blev kulturchef för Göteborgs-Posten i oktober 2017, en tjänst han hade till 2022 då han valde att flytta till Stockholm. Sedan november 2022 skriver han för Svenska Dagbladets kultursidor.
Werner har ett förhållande med bloggaren och författaren Sandra Beijer och tillsammans har de ett barn, fött 2021.